# Махиня Пантелій Климентійович
Махиня Пантелій Климентійович — (28 липня 1890 Валява, Київська губернія, Російська імперія — 22 травня 1922 Валява, Городищенський район, Черкаська область, УСРР) — український поет, шахтар. Писав вірші українською та російською мовами.

## Біографія
Народився у бідній селянській родині, мав брата Максима 1891 року народження. Закінчив початкову школу. Батьки його рано померли, після школи працював батраком. Паралельно читав книжки, займався самоосвітою, почав писати вірші. У 19 років поїхав працювати у Кривий Ріг, де працював камерунщиком на руднику Шмаково.
Невдовзі почав працювати шахтарем в Юзівці на шахті Успенська. Там познайомився з соціалістами серед робітників. У 1908 році Махиня подружився з Микитою Хрущовим, який у нього брав читати газети і книги.
Брав активну участь у подіях війни та революцій 1917–1921 років. У 1919 році, коли Добровольча армія Денікіна захопила Юзівку, повернувся до рідного села. Махиню обрали членом сільського виконавчого комітету. На його пропозицію створили окружне видавництво, він організував бібліотеку, очолив драматичний гурток та гурток народної освіти.
У кінці 1921 року Пантелій Махиня був обраний уповноваженим волосного виконавчого комітету з культурно-освітньої роботи села.
У ніч з 21 на 22 травня 1922 року його було вбито загоном місцевих антирадянських повстанців разом з ще трьома партійними активістами.

## Творчість
Деякі його вірші були надруковані за його життя під псевдонімами в газеті «Прикубанские степи», інші не були надруковані — їх запам'ятали і донесли до наших днів друзі поета.
Своє революційне і літературне кредо в період Української революції Махиня висловив в таких словах:
Я свою шахтарську ліру -
Ту, що вигартував сам,
Боротьбі робочих миру
І Україні віддам !

## Цікавинки
Пантелей Махіня був поетичним кумиром Микити Хрущова. З Пантелієм він дружив в молодості і постійно цитував його геніальний шедевр, ставлячи в приклад міським поетам:
«Люблю за книгою правдивой
Огни эмоций зажигать,
Чтоб в жизни нашей суетливой
Гореть, гореть и не сгорать…

Чтоб был порыв, чтоб были силы
Сердца людские зажигать,
Бороться с тьмою до могилы,
Чтоб жизнь напрасно не проспать.

Ведь долг мой, братья, поколенью
Хоть каплю оставить честного труда,
Чтоб там за темной загробной сенью
Не грызла совесть никогда!»
Хрущов протиставляв цей вірш віршам Пастернака і стверджував, що Махіня був би поетом вище Пушкіна, тільки помер рано.